# Гамсутль
Гамсу́тль (авар. Гъамсукь) — село в Гунибском районе Дагестана. Входит в состав сельского поселения сельсовет Чохский.

## Этимология
В переводе с аварского слово «гамсутль» означает «у подножья ханской крепости». Впрочем, есть и другой перевод — «крепость царя».

## География
Расположено в 10 км к юго-востоку от районного центра села Гуниб, на реке Цамтичай.
Высота села над уровнем моря составляет почти полторы тысячи метров.

## История
В прошлом аул был достаточно населённым и имел весьма развитую инфраструктуру: ещё в прошлом столетии в селе работали магазины, небольшая больница и родильное отделение. Добраться в село не составляло труда — в горный аул вела вполне пригодная для движения автомашин и другого транспорта дорога.
Около четырёх десятков лет назад жители села Гамсутль начали постепенно покидать село, отправляясь в более крупные и менее труднодоступные населённые пункты. Впоследствии село опустело, в 2015 году скончался последний его обитатель.
По данным учёных примерный возраст села составляет 2 тысячи лет.
На территории села находили артефакты различных эпох и религий: христианские кресты, надгробия с надписями на персидском языке, на фасадах домов можно и сегодня различить арабскую вязь, а дверь одного из них украшала Звезда Давида.

## Флора и фауна
В предгорье горы Гамсутльмеэр встречается луговая, горная и степная растительность. Преобладают астрагалы, шалфей, вьюнок, чабрец, экспарцет, клевер горный и луговой, люцерна землистая, тимофеевка степная и др..
Можно встретить колонии альпийских галок, диких голубей, также встречаются выводки перепелов, куропаток, ряд хищных птиц.

## Население
Последний житель аула, живший в нём постоянно, скончался в 2015 году.
| 1869 | 1888 | 1895 | 1926 | 1939 | 1970 | 1989 |
| ---- | ---- | ---- | ---- | ---- | ---- | ---- |
| 197  | ↗204 | ↗222 | ↗227 | ↗248 | ↘92  | ↘4   |
| 2002 | 2010 | 2021 |      |      |      |      |
| ↗17  | ↘10  | ↗20  |      |      |      |      |